# Odlum Brown Vanopen 2011
Die Odlum Brown Vanopen 2011 waren ein Tennisturnier der ATP Challenger Tour 2011 für Herren und ein Tennisturnier des ITF Women’s Circuit 2011 für Damen in Vancouver. Sie fanden zeitgleich vom 1. bis 7. August 2011 statt.